# Софронов, Василий Яковлевич
Васи́лий Я́ковлевич Софро́нов (18 (30) января 1884, Санкт-Петербург — 10 октября 1960, Ленинград) — российский советский актёр театра и кино, театральный режиссёр. Народный артист СССР (1956). Лауреат Сталинской премии третьей степени (1951).

## Биография
Василий Софронов родился в Санкт-Петербурге.
В 1905 году окончил гимназию № 12. В 1905—1911 годах учился на историко-филологическом факультете в Санкт-Петербургском университете, одновременно выступал в любительских спектаклях. С 1907 года учился на курсах при театре Литературно-художественного общества, в 1910 году был принят в его труппу, где служил до 1914 года (с перерывом в 1911—1912 годах, когда отбывал воинскую повинность).
В 1914 году в Уфе состоял в труппе театра, руководимого Н. Н. Синельниковым (по другим источникам — Н. И. Собольщиковым-Самариным). В 1914—1917 годах служил на фронте в действующей армии.
В 1917—1918 годах работал в театрах Новороссийска и Баку, в 1918 — в Московском театре «Эрмитаж».
В 1918 году стал одним из организаторов Большого драматического театра (БДТ) в Петрограде (ныне Санкт-Петербург), где работал до конца жизни. В спектакле, которым в феврале 1919 года открылся театр, — «Дон Карлос, инфант испанский» по трагедии Ф. Шиллера играл Доминго. За сорок лет работы в театре сыграл десятки ролей классического и современного репертуара, среди лучших —Суслов и Перчихин в пьесах А. М. Горького «Дачники» и «Мещане», король Лир и Ричард III в трагедиях У. Шекспира.
Выступал и как режиссёр, в частности, поставил спектакль в 1958 году «Кремлёвские куранты» Н. Ф Погодина.
Был актёром преимущественно театральным, в кино снимался редко; дебютировал в 1932 году в фильме «Победители ночи».
Скончался 10 октября 1960 года (по другим источникам — 14 октября) в Ленинграде. Похоронен на Большеохтинском кладбище.

## Звания и награды
- Заслуженный артист Республики (1929)
- Заслуженный деятель искусств РСФСР (1934)
- Народный артист РСФСР (1944)
- Народный артист СССР (1956)
- Сталинская премия третьей степени (1951) — за исполнение роли Евгения Ивановича Берсенева в спектакле «Разлом» Б. А. Лавренёва
- Орден Трудового Красного Знамени (1939)[6]
- Орден Красной Звезды (1944)
- Медаль «За оборону Ленинграда» (1944)
- Медаль «За доблестный труд в Великой Отечественной войне 1941—1945 гг.» (1946)
- Медаль «За победу над Германией в Великой Отечественной войне 1941—1945 гг.» (1946)
- Медаль «В память 250-летия Ленинграда» (1957).

## Творчество

### Роли в театре
- 1919 — «Дон Карлос» Ф. Шиллера; режиссёр А. Н. Лаврентьев — Доминго
- 1920 — «Царевич Алексей» Д. С. Мережковского; режиссёры А. Н. Бенуа и А. Н. Лаврентьев — Толстой, Докукин
- 1920 — «Венецианский купец» У. Шекспира; режиссёр А. Н. Бенуа — Ланчеллот
- 1921 — «Слуга двух господ» К. Гольдони; режиссёр А. Н. Бенуа — доктор Ломбарди
- 1921 — «Двенадцатая ночь» У. Шекспир; режиссёр Н. В. Петров — шут Оливии
- 1921 — «Лекарь поневоле» Ж. Б. Мольера; режиссёр А. Н. Бенуа — Жеронт
- 1922 — «Юлий Цезарь» У. Шекспира; режиссёр К. П. Хохлов — Каска
- 1923 — «Грелка» А. Мельяка и Л. Галеви; режиссёр А. Н. Бенуа — Модест
- 1925 — «Продавцы славы» М. Паньоля и П. Нивуа; режиссёр А. Н. Лаврентьев — Неизвестный
- 1926 — «Азеф» A. Н. Толстого и П. Е. Щёголева; режиссёр А. Н. Лаврентьев — Девяткин
- 1927 — «Разлом» Б. А. Лавренёва; режиссёр К. К. Тверской — Артём Михайлович Годун
- 1927 — «Пурга» Д. А. Щеглова; режиссёр Б. М. Дмоховский — Петровых
- 1931 — «Патетическая соната» Н. Г. Кулиша; режиссёр К. К. Тверской — Илько Юга
- 1932 — «Мой друг» Н. Ф. Погодина; режиссёр К. К. Тверской — Руководящее лицо
- 1933 — «Достигаев и другие» М. Горького; режиссёр В. В. Люце — Рябинин
- 1935 — «Жизнь и смерть короля Ричарда III» по трагедии У. Шекспира «Ричард III»; режиссёр К. К. Тверской — Ричард III
- 1935 — «Аристократы» Н. Ф. Погодина; режиссёр В. В. Люце — Громов
- 1935 — «Бесприданница» A. Н. Островского; режиссёр С. А. Морщихин — Робинзон
- 1936 — «Матросы из Каттаро» Ф. Вольфа; режиссёр А. Д. Дикий — Капитан
- 1937 — «Мещане» М. Горького; режиссёр А. Дикий — Перчихин
- 1938 — «Человек с ружьём» Н. Ф. Погодина; режиссёр Ф. В. Бондаренко — В. И. Ленин
- 1939 — «Дачники» М. Горького; режиссёр Б. А. Бабочкин — Суслов
- 1939 — «Волк» Л. М. Леонова; режиссёры Б. А. Бабочкин и П. К. Вейсбрёма — Сандуков
- 1941 — «Король Лир» У. Шекспира; режиссёр Г. М. Козинцев — король Лир
- 1944 — «На дне» М. Горького; режиссёр Л. С. Рудник — Бубнов
- 1944 — «Офицер флота» А. А. Крона — контр-адмирал Белобров
- 1945 — «Сотворение мира» Н. Ф. Погодина; режиссёр И. С. Зонне — Глаголин
- 1946 — «Под каштанами Праги» К. М. Симонова; режиссёр Л. С. Рудник — Ян Грубек
- 1947 — «Закон зимовки» Б. Л. Горбатова; режиссёр В. П. Кожич — Иван Иванович Бут
- 1948 — «Враги» А. М. Горького; режиссёр Н. С. Рашевская — Захар Иванович Бардин, фабрикант
- 1950 — «Разлом» Б. А. Лавренёва; режиссёры А. В. Соколов и И. С. Зонне — Евгений Иванович Берсенев, командир крейсера «Заря»
- 1951 — «Любовь Яровая» К. А. Тренёва; режиссёр И. С. Ефремов — Роман Кошкин
- 1951 — «Достигаев и другие» М. Горького; режиссёр Н. С. Рашевская — отец Павлин
- 1951 — «Снегурочка» А. Н. Островского; режиссёр И. С. Ефремов — царь Берендей
- 1952 — «Рюи Блаз» В. Гюго; режиссёр И. С. Ефремов — Финлас
- 1955 — «Перед заходом солнца» Г. Гауптмана; режиссёр К. П. Хохлов — Маттиас Клаузен
- 1957 — «Идиот» по роману Ф. М. Достоевского; режиссёр Г. А. Товстоногов — генерал Иван Фёдорович Епанчин
- 1958 — «Кремлёвские куранты» Н. Ф Погодина; режиссёры В. Я. Софронов, И. П. Владимиров — Антон Иванович Забелин
- «Разбойники» Ф. Шиллера — Шпигельберг
- «Скупой рыцарь» А. С. Пушкина — Барон
- «Моцарт и Сальери» А. С. Пушкина — Сальери
- «Король Лир» У. Шекспира — Шут

### Режиссёрские работы в театре
- 1922 — «Мистер By» К. Вернона и Г. Оуэна
- 1958 — «Кремлёвские куранты» Н. Ф. Погодина (совместно с И. П. Владимировым)

### Фильмография
- 1932 — Победители ночи
- 1932 — Слава мира — Хельм, академик
- 1937 — Балтийцы — Василий Кузьмич Вавилов
- 1938 — Одиннадцатое июля — дед Авлос
- 1940 — Разгром Юденича — инженер Бахметьев
- 1942 — Оборона Царицына — Рындин
- 1949 — Академик Иван Павлов — Телегин
- 1950 — Мусоргский — Дормидонт Иванович
- 1952 — Разлом (фильм-спектакль) — Евгений Иванович Берсенев, командир крейсера «Заря»
- 1953 — Враги (фильм-спектакль) — Захар Иванович Бардин
- 1954 — Герои Шипки — немецкий генерал
- 1959 — Достигаев и другие (фильм-спектакль) — отец Павлин